# Caspar Schøller (officer)
 Der er flere personer med dette navn, se Caspar Schøller.
Caspar Schøller (død 28. november 1716 i Frederiksstad) var en dansk-norsk officer, far til Christian Schøller.
Han var søn af vicelagmand i Trondhjem Christopher Casparsen Schøller til Gjølmø og Maren Andersdatter. Schøller blev 1689 underkonduktør i den danske Fortifikationsetat, 1692 først fændrik og siden sekondløjtnant ved Sjællandske Regiment, ved hvilket han nu deltog i nogle felttog i Flandern, var således med i slaget ved Neerwinden 1693 og blev efter dette premierløjtnant. I 1695 avancerede han til kaptajn reformé, kom 1699 til Norge som kaptajn og kompagnichef i Smålenske nationale Infanteriregiment og ansattes samtidig ved fortifikationen i Norge, ved hvilken han 1703 blev overkonduktør. 1707 erholdt han majors og 1709 oberstløjtnants karakter, blev sidstnævnte år tillige generalkvartermester, hvorefter han 1710 forlod Smålenske Regiment, i det han blev "Inspektør over alle Fortifikationer i Norge". Før Carl XII's indfald i Norge 1716 rejste Schøller som generalkvartermester langs grænsen for at efterse og regulere grænseposteringerne og tjenesten ved disse. I april begav Schøller sig til Skedsmo, hvor han trak forstærkninger sammen til den ved Nitelven stående postering, og da Carl XII 29. og 30. april forlod Christiania, førte Schøller de samlede 1000-1200 landdragoner og bønder fra Nitsund syd over til Enebak for, om muligt, i forbindelse med de øvrige fremrykkende norske tropper at hindre svenskernes retræte over Glommen. Kong Carls raske bevægelser og umuligheden af samvirken mellem de spredte norske troppekorpser medførte dog, at retræten foregik omtrent uantastet. Schøller, der nød stor anseelse, havde allerede 1715 fået obersts karakter og blev i juli 1716 kommandant i Frederiksstad, der fremdeles ansås for ganske udsat, og hvorfra generalmajor Wilster nu blev fjernet. Her døde Schøller allerede 28. november samme år, efter sigende som følge af sine udstandne besværligheder under krigen.
Han var gift med Isabella Elisabeth født Stockfleth (død 1711), datter af etatsråd og stiftamtmand Christian Stockfleth og Isabella Margrethe født Mechlenburg.